# Błękitni Stargard
Błękitni Stargard ist ein polnischer Fußballverein aus Stargard in der Woiwodschaft Westpommern. Der Verein spielt zurzeit in der 2. Liga, der dritthöchsten polnischen Spielklasse.

## Geschichte
Der Verein wurde am 18. Mai von Tadeusz Świniarski, einem Leichtathleten, der bei den Leichtathletik-Europameisterschaften 1946 in Oslo teilnahm, gegründet.
In der Saison 1981/82 schaffte der Verein den Aufstieg in die 1. Liga, stieg jedoch nach nur einer Saison als Fünfzehnter wieder ab. Erst in der Saison 2002/03 konnte der Verein sich wieder in die 1. Liga hocharbeiten, zog sich allerdings nach der Hinrunde zurück und musste wieder absteigen. Daraufhin stieg Stargard bis in die 3. Liga ab, seit der Saison 2013/14 spielt man wieder in der 2. Liga.
Im Pokal 2014/15 erreichte der Drittligist das Halbfinale, in dem der Verein sogar das Hinspiel gegen Lech Posen mit 3:1 gewinnen konnte, schied aber im Rückspiel nach Verlängerung aus. Vorher hatte Stargard die Erst- und Zweitligisten KS Cracovia, Chojniczanka Chojnice und GKS Tychy ausgeschaltet.

## Erfolge
- 15. Platz in der 1. Liga – 1981/82
- Halbfinale im Puchar Polski – 2014/15